# Колония (Берёзовский район)
Колония (бел. Калонія) — деревня в Берёзовском районе Брестской области Белоруссии. Входит в состав Здитовского сельсовета.

## География
Деревня находится в центральной части Брестской области, при автодороге Н-93, к югу от канала Винец, на расстоянии приблизительно 11 километров (по прямой) к югу от города Берёза, административного центра района. Площадь населённого пункта — 0,2251 км².

## История
В период вхождения в состав межвоенной Польши носила название Колёня-Мошковиче (пол. Kolonia Moszkowicze).

## Население
По данным переписи 2019 года, в деревне проживало 7 человек.
| Год  | Население, человек |
| ---- | ------------------ |
| 2009 | ↘ 17               |
| 2019 | ↘ 7                |